# Коржевцы
Коржевцы (укр. Коржівці) — село в Деражнянском районе Хмельницкой области Украины.
Население по переписи 2001 года составляло 570 человек. Почтовый индекс — 32217. Телефонный код — 3856. Занимает площадь 2,622 км². Код КОАТУУ — 6821585201.

## Местный совет
32217, Хмельницкая обл., Деражнянский р-н, с. Коржевцы, ул. Ленина, 41; тел. 9-76-45.

## Деятели села
- Нагорняк, Степан Григорьевич — профессор, доктор технических наук Тернопольского технического университета;
- Демчишен, Василий Васильевич — Народный депутат Украины пятого и шестого созывов;
- Лесовой, Павел Николаевич — украинский литературовед, доктор филологических наук.

## Исторические памятники села
- Коржовецкий мужской монастырь — основан в 1742 году Яном Батистом Десиером.